# Keeltandigen
Keeltandigen (Astronesthinae) zijn een onderfamilie van straalvinnige vissen uit de orde van Draakvisachtigen (Stomiiformes).

## Geslachten
- Astronesthes J. Richardson, 1845
- Borostomias Regan, 1908
- Eupogonesthes Parin & Borodulina, 1993
- Heterophotus Regan & Trewavas, 1929
- Neonesthes Regan & Trewavas, 1929
- Rhadinesthes Regan & Trewavas, 1929